# Meteoritenfall Untermässing (1807)
Koordinaten: 49° 5′ 25″ N, 11° 20′ 0″ O

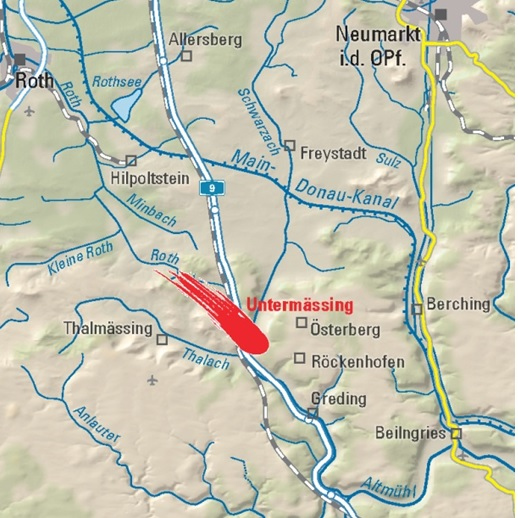
Meteoritenfall Untermässing

Der Meteoritenfall Untermässing bezeichnet ein Impaktereignis des Jahres 1807 in Deutschland.
Erst 113 Jahre nach seinem Fall wurde der Meteorit von Untermässing von zwei Waldarbeitern im Mai 1920 unter einer Baumwurzel entdeckt. Der seltene Eisenmeteorit hatte vor Eintritt in die Atmosphäre laut Forschern eine Masse von rund 2 Tonnen.
Der Eisenmeteorit Unter-Mässing ist zu unterscheiden von dem 1803 beobachteten Niedergang des Achondriten Mässing im niederbayrischen Landkreis Rottal-Inn.

## Geschichte des Meteoriten

### Fallbericht
Möglicherweise wurde der Fall des Meteoriten vom Meteoritenforscher Ernst Florens Friedrich Chladni festgehalten: 1819 schrieb Chladni, dass „1807, den 9. August, um 8 Uhr Abends, eine östlich von Nürnberg gegen Süden sich bewegende Feuerkugel bemerkt ward“.
Zeit und Richtung des Meteoriten von Untermässing würden zu Chladnis Aufzeichnungen passen.
Neueste Untersuchungen vom September 2022 zeigen, dass der Meteorit bereits vor 14.000 Jahren gefallen war.

### Fund
Im Mai 1920 stießen die beiden Waldarbeiter Johann Schäfer und sein Bruder Georg beim Roden von Wurzelstöcken mit der Hacke auf einen Metallklotz, den die Wurzeln einer alten Fichte fest umschlossen. Sie legten frei, was heute der größte noch erhaltene Eisenmeteorit Deutschlands ist. Am Abend deckten die beiden Brüder den Meteoriten mit Erde zu, damit er nicht gestohlen wird und schafften ihn am Tag drauf mit Hilfe eines Schubkarrens ins Dorf.

### Rettung vor der Einschmelzung
Der Fund sprach sich schnell herum und ein Schrotthändler aus Thalmässing bot den Brüdern 2 Mark für den Eisenklumpen. Es war nicht, wie gemeinhin bekannt, der angebliche Natur- und Heimatforscher Franz Kerl (1873–1956) der den Stein als Eisenmeteorit identifiziere und ihn vor der Zerstörung rettete. Franz Kerl fungierte bei der ganzen Geschichte lediglich als Fahrer. Als solcher stand er in den Diensten des späteren Bezirksoberschulrates Wilhelm Schönhuber. Zum Zeitpunkt des Fundes lebte Wilhelm Schönhuber noch in Kleinhöbing und war als Oberlehrer an den Schulen in Obermässing und Greding tätig. Aufgrund seiner Weigerung, sich in die Dienste der nationalsozialistischen Regierung der 1930er Jahre zu stellen, wurden all seine vorherigen Verdienste in Bezug auf Heimat- und Geschichtsforschung anderen Personen zugeschrieben. Wilhelm Schönhuber entstammte der berühmten Lehrerfamilie aus Töging aus deren Kreis viele bekannte und ausgezeichnete Forscher kamen. Wilhelm Schönhuber war Mitglied der Naturhistorischen Gesellschaft Nürnberg und informierte diese über den Fund. Franz Kerl brachte den Meteoriten im Auftrag des Oberlehrers nach Hilpoltstein, wo er auf die Gredlbahn verladen und so nach Nürnberg gebracht worden ist.  Vor den Zeiten einer musealen Verwendung wurden Eisenmeteorite normalerweise aufgeschmolzen, um das hochwertige Eisen zu gewinnen. Die Brüder Schäfer erhielten schließlich 150 Mark Entlohnung und 20 Mark für den Transport. Kerl bekam 150 Mark für die Vermittlung des einzigartigen Stückes, dies war die Belohnung, die dem Oberlehrer Schönhuber zugestanden hätte, die dieser aber in seiner generösen Weise Franz Kerl überließ.

### Überstehen des Zweiten Weltkrieges
Sein Aufbewahrungsort, das Nürnberger Luitpoldhaus, in welchem das Museum der Naturhistorischen Gesellschaft untergebracht war, wurde im Zweiten Weltkrieg zerstört. Drei Jahre nach Kriegsende wurde der im Keller verschüttete Meteorit durch Vereinsmitglieder wiederentdeckt und geborgen. Die Hitze des Gebäudebrandes hatte das Gefüge des Metalls glücklicherweise nicht beschädigt.

## Beschreibung
Der Meteorit war in einer Tiefe von 1,5 Meter von den Wurzeln einer Fichte umwachsen. Das heißt, dass er eingeschlagen sein muss, als der Baum dort noch nicht stand. Nachdem die Fichte anhand ihrer Jahresringe auf ein Alter von ungefähr 120 Jahren datiert wurde, ist anzunehmen, dass der Meteorit um circa 1800 gefallen ist.

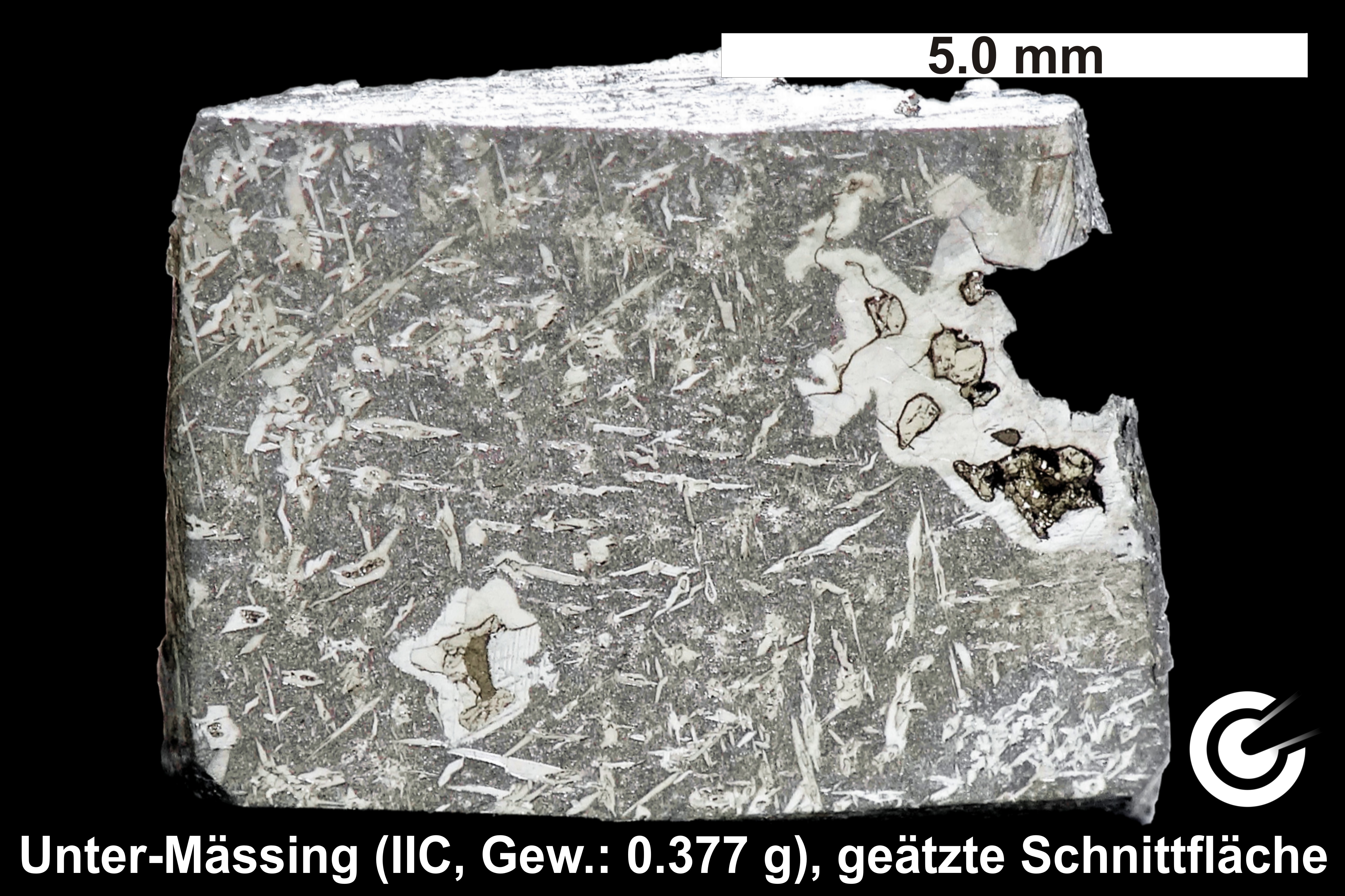
Detailansicht einer polierten und geätzten Schnittfläche vom Meteorit Unter-Mässing

Der Meteorit besteht zu fast 90 Prozent aus Eisen. Zwei Aspekte sind außergewöhnlich:
- Er ist der größte noch erhaltene Meteorit in Deutschland. Er muss demzufolge ein stattlicher Meteor gewesen sein, als er in die Erdatmosphäre eintrat. Die Untersuchungen von Hans Voshage am Max-Planck-Institut in Mainz (übrigens einer der ersten deutschen Wissenschaftler, die Mondproben der Apollo-11-Mission untersuchen durften) ergaben, dass er eine ursprüngliche Masse von etwa zwei Tonnen hatte.

- Er ist selten: Die kreuz und quer liegenden Kristallstrukturen auf den angeätzten Schliffflächen (so genannte Widmanstättensche Figuren) sind sehr viel feiner als üblich. Zu dieser Gruppe gehören nur etwa 1,4 Prozent aller Eisen-Meteoriten.[5] Überhaupt ist er der einzige Eisenmeteorit, der in Bayern bisher gefunden wurde.[6]

## Verbleib
Der mit gut 78 Kilogramm größte Teil des Meteoriten ist im Naturhistorischen Museum in Nürnberg ausgestellt. Die Sammlungen der Naturhistorischen Gesellschaft in der Norishalle betreffen heute vor allem die Bereiche Geologie, Karst- und Höhlenkunde, Urgeschichte und Archäologie, sowie Völkerkunde.
Ein Stück von rund 130 Gramm ist im Rieskrater-Museum in Nördlingen zu besichtigen. Zwei weitere Stücke befinden sich in der Mineralogischen Staatssammlung in München. Eines davon (188 Gramm) war 1951 dem Mineralogen Hugo Strunz für seine Mithilfe bei der Bergung des Meteoriten aus dem Kriegsschutt überreicht worden.